# Aparecida do Taboado
Aparecida do Taboado, amtlich Município de Aparecida do Taboado, ist eine Stadt im brasilianischen Bundesstaat Mato Grosso do Sul in der Mesoregion Ost in der Mikroregion Paranaíba.

## Geografie

### Lage
Die Stadt liegt 442 km von der Hauptstadt des Bundesstaates (Campo Grande) und 745 km von der Landeshauptstadt (Brasília) entfernt. Nachbarstädte sind im Norden Inocência und Paranaíba, im Osten Selvíria, im Westen Santa Clara d’Oeste, Rubineia und Carneirinho und im Süden
Ilha Solteira.

### Gewässer
Die Stadt liegt im Becken des Rio Pardo, der in den Rio Paraná fließt, der zum Flusssystem des Río de la Plata gehört. Weitere Flüsse:
- Rio Grande: ein rechter Nebenfluss des Rio Paraná, der im Bundesstaat Minas Gerais entspringt.
- Rio Paranaíba: neben dem Rio Grande einer der Quellflüsse des Rio Paraná, der in Minas Gerais entspricht und die Grenze zwischen den Bundesstaaten Mato Grosso do Sul und Minas Gerais bildet.
- Rio Pântano: rechter Nebenfluss des Rio Paraná.
- Rio Quitéria: rechter Nebenfluss des Rio Paraná.

### Vegetation
Das Gebiet ist ein Teil der Cerrados (Savanne Zentralbrasiliens).

### Klima
In der Stadt herrscht Tropisches Klima. Im Jahr fallen zwischen 1200 und 1500 mm Niederschläge.

## Verkehr
Die Bundesstraße BR-158 und die Landesstraße MS-316 führen durch die Stadt.

## Durchschnittseinkommen und HDI
Das Durchschnittseinkommen lag 2011 bei 26.506 Real, der Index der menschlichen Entwicklung (HDI) bei 0,697.